# Adam Sankowski
Adam Sankowski (ur. 29 maja 1970 w Warszawie) – współzałożyciel i prezes Polskiej Izby Pośredników Ubezpieczeniowych i Finansowych (od 2002), a także współzałożyciel i prezes Stowarzyszenia Francja-Polska (od 1995).

## Życiorys
Z wykształcenia jest romanistą. Ukończył studia na Uniwersytecie Warszawskim. Uzyskał też międzynarodowy dyplom zarządzania warszawskiego Francuskiego Instytutu Zarządzania (fr. Institut Francais de Gestion, IFG) oraz dyplom Master HEC/SGH z zakresu zarządzania gospodarką europejską w ramach współpracy Szkoły Głównej Handlowej w Warszawie z francuską uczelnią HEC (fr. École des hautes études commerciales de Paris). Jako prezes Stowarzyszenia Francja-Polska - organizacji mającej na celu integrację liczącego blisko 10 000 osób środowiska absolwentów studiów francuskojęzycznych w Polsce, od 1995 działa na rzecz pogłębiania relacji polsko-francuskich na polach biznesu, kultury i nauki. Podobne zadania realizuje jako członek rady nadzorczej Francuskiej Izby Przemysłowo-Handlowej w Polsce.
Jest współzałożycielem (2002) i prezesem Polskiej Izby Pośredników Ubezpieczeniowych i Finansowych (PIPUiF). W latach 2009–2014 był pełnomocnikiem Komitetu Obywatelskiej Inicjatywy Ustawodawczej "Razem", którego działalność przyczyniła się do wprowadzenia ulg podatkowych w III filarze ubezpieczeń społecznych w Polsce. Zasiada w Radzie Rozwoju Rynków Finansowych przy Ministrze Finansów (RRRF) oraz w radzie Krajowej Izby Gospodarczej (KIG).

## Odznaczenia i wyróżnienia
W 2015 został uhonorowany francuskim Orderem Narodowym Zasługi za swoje 20-letnie „zaangażowanie na rzecz wzmacniania więzów łączących Francję i Polskę”. Za osiągnięcia w dziedzinie pośrednictwa ubezpieczeniowego otrzymał nagrodę Rzecznika Ubezpieczonych "Zasłużony dla konsumentów usług ubezpieczeniowych" (2010) oraz tytuł Człowieka Roku Ubezpieczeń nadawany przez Gazetę Ubezpieczeniową (2007).